# (182926) 2002 FU6
2002 أف يو 6 (ويعرف أيضًا باسم (182926) 2002 أف يو 6 وفق تسمية الكوكب الصغير) (بالإنجليزية: 2002 FU6)‏ هو كويكب ضمن حزام الكويكبات؛ وترتيبه 182926 من حيث الاكتشاف.
اكتُشف هذا الجُرم الفلكي بواسطة جون كافلارس في 20 مارس 2002.

## وصلات خارجية
- (182926) 2002 FU6 في قاعدة بيانات مختبر الدفع النفاث لأجرام النظام الشمسي الصغيرة

- الاكتشاف · مخطط المدار ·  العناصر المدارية · المعلمات المادية

- (182926) 2002 FU6 على موقع ويكي سكاي: DSS2, SDSS, GALEX, IRAS, Hydrogen α, X-Ray, Astrophoto, Sky Map, Articles and images